# Dargovských hrdinov
Dargovských hrdinov é um bairro de Košice, a segunda maior cidade da Eslováquia. Está situado no distrito de Košice III, na região de Košice. Tem 11,09 km² de área e sua população em 2018 foi estimada em 26.004 habitantes.